# Przedwiośnie (film 2001)
Przedwiośnie – polski dramat filmowy z 2001 roku w reżyserii Filipa Bajona. Adaptacja powieści Przedwiośnie (1924) autorstwa Stefana Żeromskiego.

## Produkcja
Okres zdjęciowy trwał od 18 lipca do 22 listopada 2000. Zdjęcia plenerowe powstały w następujących lokacjach:
- Ludynia k. Kielc (18 – 31 lipca; filmowa Nawłoć),
- Muzeum Wsi Radomskiej w Radomiu (2 – 4 sierpnia; filmowy dworek w Chłodku i budynek poczty),
- Chroberz k. Kielc (8 – 9 sierpnia; filmowe Odolany),
- Tokarnia (filmowy folwark Hipolita i dom rządcy),
- Oblęgorek (12 sierpnia; filmowy pałacyk Laury),
- stacja kolejowa w Szczęśliwicach (14 sierpnia; sceny w wagonie repatriacyjnym),
- Zielonka k. Warszawy (15 sierpnia, 7-8 września – sceny bitwy z 1920),
- Warszawa (25 sierpnia – Sejm; 26 sierpnia – Krakowskie Przedmieście; 29 sierpnia – pałac Wilanowski; 30 sierpnia – Uniwersytet Warszawski, 10 września – ul. Kredytowa; 12 listopada – okolice Belwederu; 22 listopada – Łazienki przy pomniku Chopina),
- Niegowiec (13 października; sceny na probostwie w Wyszkowie, spotkanie z Żeromskim),
- Bąkowiec (14 października; przyjazd Baryki do Polski),
- Piotrków Trybunalski (20 października; przemarsz kolumny jeńców bolszewickich, kamienica Gajowca),
- Moskwa (23-24 października; m.in. zdjęcia nocne na placu Czerwonym),
- Podkowa Leśna (dom Lilpopa – filmowy, dom Baryków w Baku),
- Świerklaniec (wnętrze pałacu Donnersmarcków – filmowy pałac prezesa w Baku),
- Milanówek (dworek Laury),
- Radom (Muzeum Miejskie – filmowy hotel w Kielcach, miejsce schadzek Laury i Czarka),
- Baku (27 października – 7 listopada),
- Linia kolejowa nr 82 na trasie Bąkowiec – Puławy Azoty[1].

## Obsada
- Mateusz Damięcki – Cezary Baryka
- Krystyna Janda – Jadwiga Baryka
- Janusz Gajos – Seweryn Baryka
- Daniel Olbrychski – Szymon Gajowiec
- Małgorzata Lewińska – Laura Kościeniecka
- Urszula Grabowska–Ochalik – Karolina Szarłatowiczówna
- Karolina Gruszka – Wanda Okszyńska
- Maciej Stuhr – Hipolit Wielosławski
- Robert Gonera – komisarz
- Krzysztof Globisz – Barwicki
- Jan Nowicki – wuj Skalnicki
- Wojciech Siemion – Maciejunio
- Borys Szyc – Wojciech Buławnik
- Aleksandr Bielawski – Jastrun
- Katarzyna Łaniewska – służąca Gajowca
- Krzysztof Krupiński – Recepcjonista w hotelu "Savoy"
- Danuta Szaflarska – ciotka Wiktoria
- Teresa Szmigielówna – ciotka Aniela
- Alicja Jachiewicz – Wielosławska
- Waldemar Kotas – minister
- Zbigniew Moskal – reporter na polu bitwy warszawskiej
- Bogusław Sar – stróż lotniska
- Marcin Dorociński – Antoni Lulek
- Agata Kulesza – komunistka
- Jakub Przebindowski – porucznik Mamczur
- Adam Hanuszkiewicz – hrabia Storzan

## Opis fabuły
Opowiada o życiu Cezarego Baryki, który wychował się w Baku w Imperium Rosyjskim, jako syn Polaka – inżyniera, pracującego przy tamtejszych szybach naftowych. Cezary przyjeżdża do Polski po uzyskaniu przez nią niepodległości w 1918 roku, która jest dla niego krajem, który zna tylko z opowiadań rodziców.